# FBI Asistente Director Kendall
El Asistente del FBI Director Kendall es un personaje de ficción interpretado por el actor estadounidense de cine y televisión Terry O'Quinn en la serie de televisión Alias.

## Biografía
Kendall hace su primera aparición en la primera temporada de la serie como el jefe de un tribunal especial del FBI en Washington D. C.. El tribunal estaba encargado del interrogatorio de la agente de la CIA Sydney Bristow después de que el DIE con arreglo a la directriz 81-a pusiera a Sydney bajo custodia del gobierno federal, tras la evidencia de que una profecía de Rambaldi, sugiere a Sydney como la Elegida, pudiendo ser una amenaza para la seguridad nacional de los Estados Unidos. Kendall le hará un duro interrogatorio donde le pregunta sobre cada aspecto de su vida desde su etapa universitaria y su reclutamineto por el SD-6, hasta su estatus y situación actual en la CIA.
Kendall reaparece en el segundo episodio de la segunda temporada, asumiendo el mando del equipo de la CIA en Los Ángeles trabajando para acabar con la Alianza. Su reaparición coincide expresamente con la rendición de Irina Derevko a CIA.
Después de los dos años transcurridos entre la segunda y la tercera temporada, Kendall fue substituido por Marcus Dixon, aunque más tarde aparecido en la tercera temporada en el capítulo " Revelación total " para contactar con Syd y poder informarla de toda la verdad sobre los dos años que estuvo desaparecida. También le dice a Sydney que es el director del Proyecto secreto del DIE Agujero Negro, un proyecto que guarda y estudia todo lo relacionado con Rambaldi que tiene en posesión el gobierno de los Estados Unidos y que en sus encuentros anteriores él no trabajaba para el FBI sino para el DIE.
- Datos: Q6271810